# Peter Bonetti
Peter Phillip Bonetti (sinh ngày 27 tháng 9 năm 1941 tại Putney, London - mất ngày 12 tháng 4 năm 2020). Ông là cầu thủ bóng đá, chơi ở vị trí thủ môn cho câu lạc bộ Chelsea, St. Louis Stars, Dundee United và đội tuyển Anh. Bonetti được biết đến như một thủ môn có những tình huống xử lý bóng an toàn, phản xạ nhanh và phong cách bắt bóng rất thanh nhã. Ông được các cổ động viên đặt nickname là "The Cat".

## Sự nghiệp cầu thủ

### Chelsea
Chelsea ký hợp đồng với Bonetti từ đội trẻ của Reading, sau khi mẹ của ông ta viết thư cho huấn luyện viên Ted Drake bày tỏ mong muốn gửi gắm con trai mình. Bonetti lần đầu tiên thi đấu trong đội hình một chỉ vài tuần sau khi cùng với đội trẻ của Chelsea đăng quang tại FA Youth Cup. Và từ mùa giải 1960/1961, thủ môn người Anh đã trở thành vị trí không thể xâm phạm cho tới tận 19 năm tiếp theo.
Chelsea giành League Cup năm 1965 với thắng lợi với tổng tỉ số 3-2 sau hai lượt trận trước câu lạc bộ Leicester City. Trong suốt cả mùa giải đó, Chelsea luôn hi vọng đoạt được cả hai chiếc cup FA và cúp Liên Đoàn, nhưng thất bại trước Liverpool tại bán kết với tỉ số 2-0 đã chấm dứt giấc mơ của họ.
Bonetti cũng chơi tất cả các trận đấu của Chelsea tại Cúp hội chợ liên thành phố (tiền thân của cúp UEFA ngày nay), bao gồm cả những trận đấu với các đội AS Roma, AC Milan và Barcelona. Tuy nhiên Chelsea vẫn phải dừng chân ở bán kết giải đấu này. Câu lạc bộ của Bonetti cuối cùng cũng vào tới chung kết FA cup vào năm 1967 nhưng màn trình diễn dưới phong độ của thủ môn người Anh đã không thể ngăn cản câu lạc bộ Tottenham Hotspur giành ngôi vô địch sau chiến thắng 2-1.
Năm 1970, dưới sự dẫn dắt của huấn luyện viên Dave Sexton, Bonetti cùng Chelsea đạt ngôi á quân FA Cup sau khi thất bại trước Leed United. Đồng thời anh cũng về nhì trong cuộc bầu chọn cầu thủ xuất sắc nhất năm do Hiệp hội cầu thủ Anh bầu chọn.
Một năm sau đó, Chelsea vào tới trận chung kết Cúp Hội chợ gặp đội bóng tới từ Tây Ban Nha Real Madrid. Trận đấu đầu tiên diễn ra ở Aten kết thúc với tỉ số hòa và trong trận đấu lại Chelsea đã giành chiến thắng 2-1.
Đó cũng là chức vô địch cuối cùng của Bonetti...

## Thành tích

### Chelsea (lần một)
- Second Division: (Promotion): 1962-63
- FA Cup: 1970, (runner-up): 1967
- FA Charity Shield: (runner-up): 1970
- FA Youth Cup: 1961
- League Cup: 1965, (runner-up): 1972
- UEFA Cup Winners' Cup: 1971

### St. Louis Stars
- Central Division: 1974-75

### Chelsea (lần 2)
- Second Division: (Promotion): 1976-77

### England
- World Cup: 1966